# Compagnie Générale des Transports Automobiles
Die Compagnie Générale des Transports Automobiles (nach einer anderen Quelle Compagnie Internationale des Transports Automobiles) war ein französischer Hersteller von Automobilen.

## Unternehmensgeschichte
Der Belgier Camille Jenatzy gründete 1899 das Unternehmen in Boulogne-Billancourt und begann mit der Produktion von Automobilen. Der Markenname lautete Jenatzy. 1901 endete die Produktion.

## Fahrzeuge
Das Unternehmen stellte Elektroautos her. Ein Taxiunternehmen aus Paris bestellte 30 Taxis. Außerdem entstanden Lieferwagen. Die Höchstgeschwindigkeit war mit 12 km/h angegeben.